# إرلينغ نيلسن (ملاكم)
إرلينغ نيلسن (بالنرويجية البوكمول: Erling Nilsen)‏ (30 ديسمبر 1910 – 23 أبريل 1984) هو ملاكم نرويجي راحل، مثّل بلاده في الألعاب الأولمبية الصيفية 1936.

## روابط خارجية
إرلينغ نيلسن على موقع أوليمبيديا (الإنجليزية)